# Cycling Manager 4
Cycling Manager 4 è un videogioco di ciclismo della serie Pro Cycling Manager.
Offre numerosi miglioramenti, tra cui: una rappresentazione 3D dettagliata, una nuova IA, un motore grafico ottimizzato, un nuovo sistema di allenamento, nuova modalità di gioco per le gare a cronometro, 18 campionati nazionali aggiuntivi, più di 1300 ciclisti, oltre 300 corse giocabili e più di 20 squadre ciclistiche.
Cycling Manager 4 può essere giocato via LAN o via GameSpy in modalità multiplayer fino a 20 giocatori.
Nella copertina dell'edizione italiana viene ritratto il ciclista spagnolo Alejandro Valverde.